# Francis Lessard
Francis Lessard (* 30. Mai 1979 in Montreal, Québec) ist ein ehemaliger kanadischer Eishockeyspieler. Der rechte Flügelstürmer bestritt 115 Partien für die Atlanta Thrashers und Ottawa Senators in der National Hockey League (NHL), kam jedoch überwiegend in Minor Leagues zum Einsatz. Dabei verkörperte er den Spielertyp des Enforcers.

## Karriere
Francis Lessard begann seine Karriere 1996 bei Foreurs de Val-d’Or in der Ligue de hockey junior majeur du Québec (LHJMQ) und war zwei Jahre für die Mannschaft aktiv. Bereits dort fiel er aufgrund seiner Härte auf und musste deswegen viele Minuten auf der Strafbank absitzen. In 148 Spielen brachte er es auf 751 Strafminuten. Zwischen 1998 und 1999 spielte er für die Voltigeurs de Drummondville. Lessard war bereits beim NHL Entry Draft 1997 von den Carolina Hurricanes in der dritten Runde an 80. Position ausgewählt worden.
Dennoch spielte er nie für Carolina und wurde zu den Philadelphia Phantoms in die American Hockey League (AHL) abgegeben. Nach drei Jahren wechselte er zum Ende der Saison 2001/02 erstmals zu einem NHL-Team und spielte bei den Atlanta Thrashers. Größtenteils wurde er aber bei den Chicago Wolves in der AHL eingesetzt. Mit diesen gewann er in der gleichen Spielzeit den Calder Cup. Erst in der Spielzeit 2003/04 kehrte er endgültig nach Atlanta zurück und ging mit mäßigen Erfolg für die Mannschaft aufs Eis. Die Saison 2005/06 spielte er größtenteils wieder bei den Chicago Wolves und zwischen 2006 und 2008 bei den Hartford Wolf Pack.
Es folgten weitere Stationen bei den San Antonio Rampage und Phoenix Coyotes. Er schaffte den Sprung in die NHL nicht und wurde zu den San Antonio Rampage zurückgestuft. Nach der Saison 2009/10 wurde sein Kontrakt bei den Phoenix Coyotes, für die er nie aufgelaufen war, nicht verlängert und Lessard einigte sich als Free Agent im August 2010 auf eine Zusammenarbeit mit den Ottawa Senators. Im Verlauf der Spielzeit 2010/11 spielte der Kanadier überwiegend für die Binghamton Senators in der AHL und füllte seine Rolle als Enforcer aus, kam jedoch auch zu 24 Einsätzen für die Ottawa Senators in der NHL.
Nach der Saison 2011/12 wechselte er in die Ligue Nord-Américaine de Hockey (LNAH), wo er bis 2017 für die Cornwall River Kings und Blizzard CNS de Trois-Rivières auf dem Eis stand. Anschließend beendete er seine aktive Karriere.

## Erfolge und Auszeichnungen
- 1998 Coupe-du-Président-Gewinn mit den Foreurs de Val-d’Or
- 1998 Memorial Cup All-Star Team
- 2002 Calder-Cup-Gewinn mit den Chicago Wolves

## Karrierestatistik
(Legende zur Spielerstatistik: Sp oder GP = absolvierte Spiele; T oder G = erzielte Tore; V oder A = erzielte Assists; Pkt oder Pts = erzielte Scorerpunkte; SM oder PIM = erhaltene Strafminuten; +/− = Plus/Minus-Bilanz; PP = erzielte Überzahltore; SH = erzielte Unterzahltore; GW = erzielte Siegtore; 1 Play-downs/Relegation; Kursiv: Statistik nicht vollständig)